# Peter Dean
Pour les articles homonymes, voir Dean.
Peter Dean est un skipper américain né le 6 mars 1951 à Boston.

## Carrière
Peter Dean remporte, lors des Jeux olympiques d'été de 1972 à Munich, la médaille de bronze dans la catégorie des Tempest. Il remporte également le titre mondial lors des Championnats  du monde en 1971.